# Pfarrkirche Unterloibl

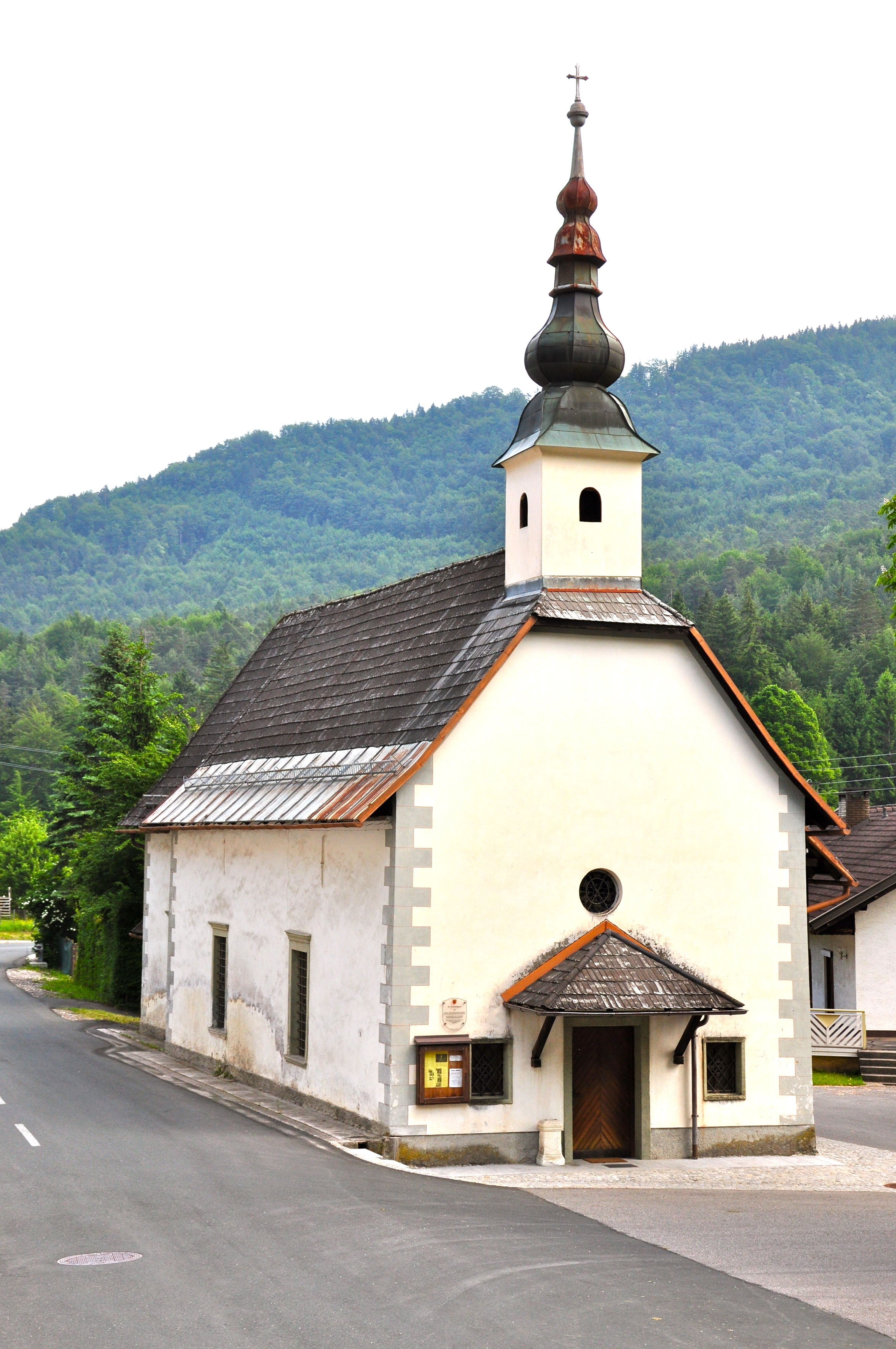

Die römisch-katholische Pfarrkirche Unterloibl in der Gemeinde Ferlach ist der Heiligen Dreifaltigkeit geweiht. 

## Beschreibung
Die Kirche ist ein kleiner, barocker Bau mit einem Dachreiter mit Zwiebelhelm aus der Mitte des 17. Jahrhunderts. Er wurde 1843 erneuert und um fünf Meter nach Westen verlängert. Zur Zeit der Eisenverarbeitung in Unterloibl hatte der Dachreiter eine Turmuhr. An der Südseite der Kirche befindet sich die Spolie eines römerzeitlichen Weihealtars für die einheimische Göttin Belestis, den Latinus, ein Sklave des Tapponius Macrinus, stiftete.
Über dem Langhaus erhebt sich ein Tonnengewölbe mit je fünf Stichkappen von 1843, über dem quadratischen Chor ein Kreuzgratgewölbe. Der Triumphbogen ist in einem Chronogramm mit 1843 datiert.

## Einrichtung
Der barockisierende Hochaltar entstand um 1843 und zeigt im Altarbild die Marienkrönung, am bemalten Antependium das Letzte Abendmahl. Den historistischen Seitenaltar mit einem Gemälde der Heiligen Dreifaltigkeit schuf 1924 Mathias Slama. Das Leinwandbild des heiligen Josefs malte 1858 Andreas Melchior. Weiters besitzt die Kirche ein Ölbild der heiligen Ursula aus der Mitte des 19. Jahrhunderts.